# ボアカミン
ボアカミン(Voacamine)は、天然に存在するセコロガニン型の二量体インドールアルカロイドであり、ボアカンガ・アフリカーナ(Voacanga africana)を含む多くの植物で見られる。かつては、ボアカンギニン(voacanginine)やボカミン(vocamine)という名称も用いられていた。
いくつかのアフリカの国で、抗マラリア剤として承認されている。
ボアカミンは、カンナビノイド受容体1型拮抗活性を持つ。
ボアカミンの絶対立体化学配置については当初かなりの混乱があり、最初に発表された絶対構造は後に修正された。